# Army Men: Major Malfunction
Army Men: Major Malfunction  — шутер от третьего лица, разработанный Team17 и изданный Take-Two Interactive для Xbox и PlayStation 2. Название Major Malfunction происходит от цитаты Эрми Ли в Цельнометаллической оболочке, «Какая у вас основная неисправность, онемение?».

## Сюжет
Главный герой — солдат по имени рядовой Андерсон. Он вынужден пробиваться сквозь многих вражеских солдат, пытаясь победить главного злодея, майора Неисправность, который захватил дом с его игрушечной армией.

## Отзывы
Игра была широко раскритикована критиками за её плохую историю, графику, вражеский искусственный интеллект, и, согласно GameSpot у игры «ужасные проблемы с прицеливанием и контролем камеры». IGN дал версии для Xbox 3 из 10, в то время как GameSpot дал ей 3,1 из 10.